# Berchieșu, Cluj
Berchieșu (în maghiară Berkényes) este un sat în comuna Frata din județul Cluj, Transilvania, România.

## Istoric

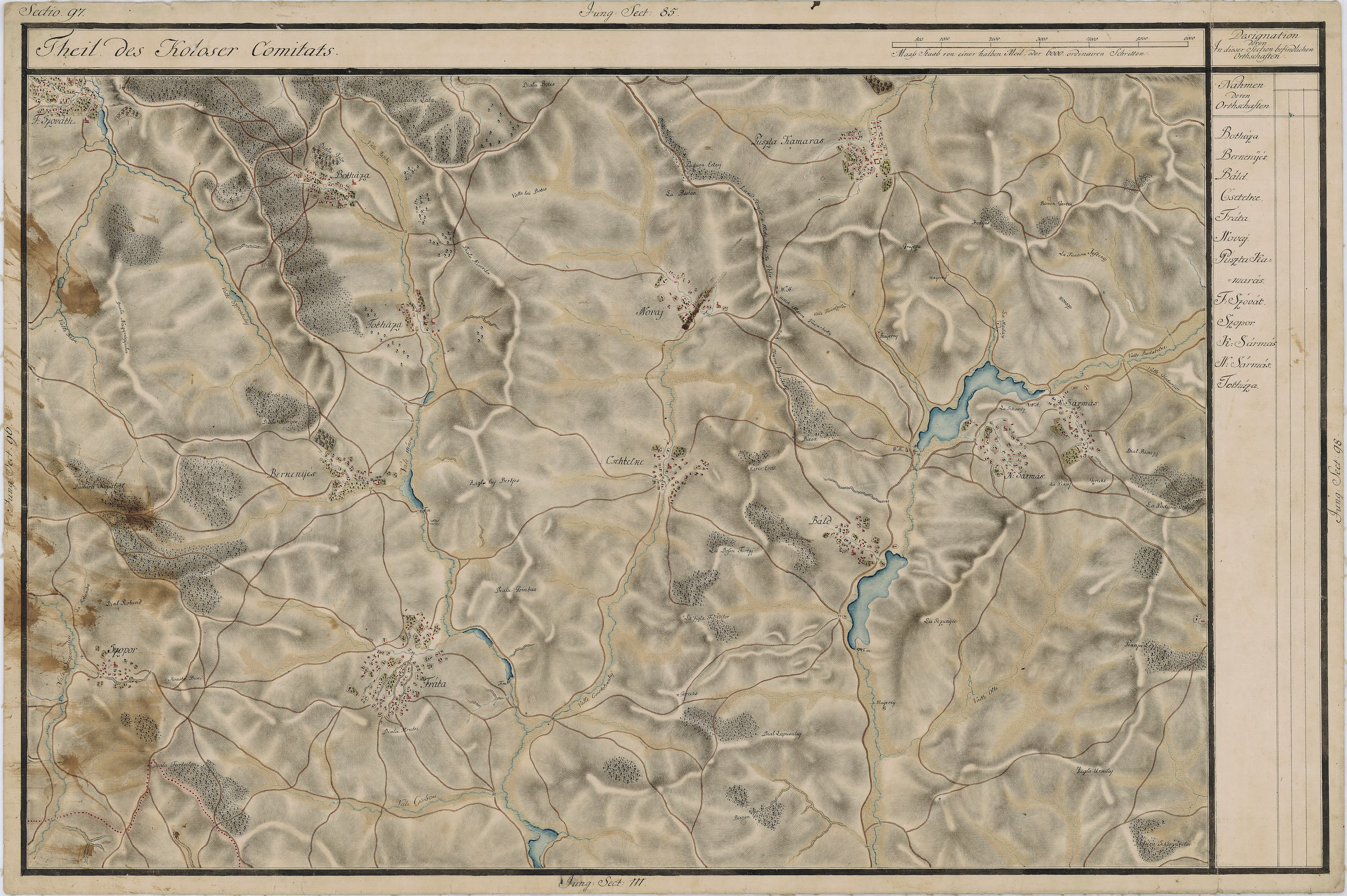
Berchieșu pe Harta Iosefină a Transilvaniei, 1769-1773

Până în sec. XV sat maghiar, apoi român.
Primele informații religioase care se referă la satul Berchieșu datează din anul 1350, an jubiliar al bisericii catolice, când Roma a fost vizitatǎ de pelerini din mai multe țări, care depindeau din punct de vedere religios de biserica papală. Un asemenea pelerin a fost și Nicolae Wos, nobil de Berchieș, care intenționa să întreprindă  o călătorie până la biserica sfinților apostoli Petru și Pavel, și care și-a zălogit - la 26 octombrie 1350 - în fața Conventului de la Cluj - Mǎnǎștur, o bucată de pădure pentru suma de 11 mărci de argint după greutatea de la Cluj. Este vorba de Pădurea de crengi / Agaserdõ /, aflătoare în partea de răsărit a satului, lângă o pădure ce  ține de Aruncuta /Arankuth. Numită bucată din pădurea de crengi începe de la un drum ce se îndreaptă dinspre Suatu, spre Țicud, prin locul numit Cǎpuș .
Pe Harta Iosefină a Transilvaniei din 1769-1773 (Sectio 142), localitatea a apărut sub numele de „Berkenyés'”.

## Viața religioasă

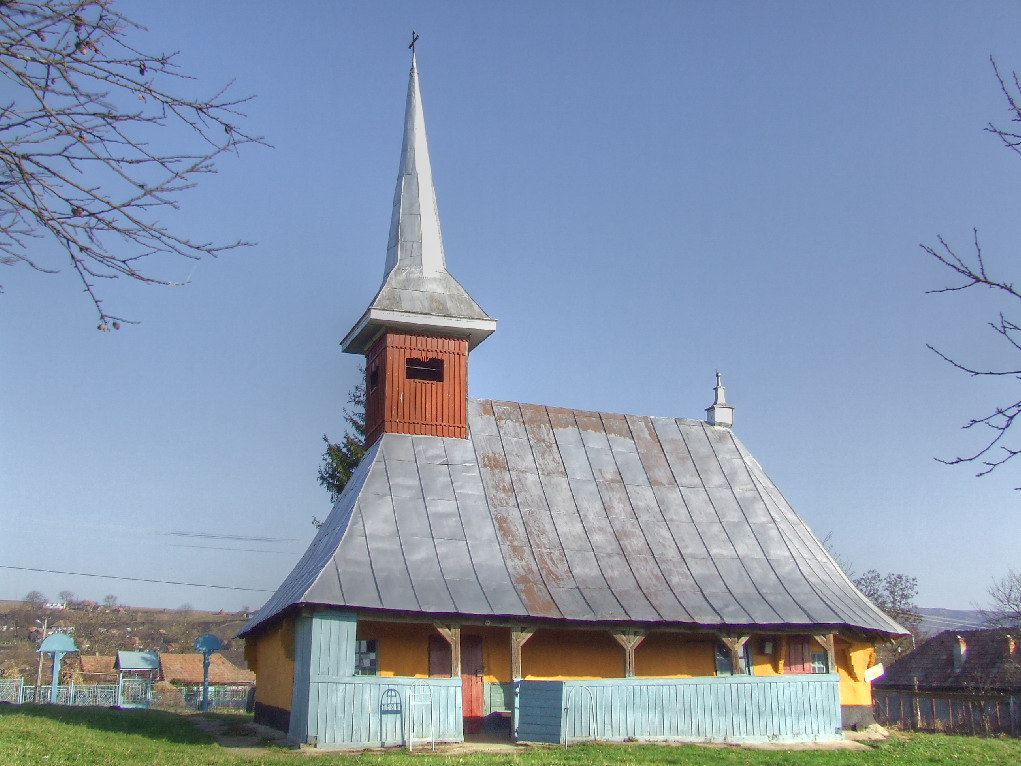
Biserica de lemn din Berchieșu, construitǎ în anul 1765

În secolul XVIII, documentele vremii menționează o biserică veche, din lemn de brad, care a fost adusă în anul 1765 din părțile Bârgăului și așezată în vatra satului. Hramul bisericii este “Sf. Arhangheli Mihail și Gavriil”. Masa altarului este din piatră masivă, iar pe piciorul acesteia este scris cu litere slavone: “1765 pomană de la Adrieș Aioni de la Bergău”. Pictura din interior este pe pânză de cânepă și lipită pe lemn cu ajutorul unui strat subțire de ipsos. Predomină scene din Vechiul Testament, din cartea Facerii și scene din Noul Testament, cu Patimile lui Iisus. În momentul de față este deteriorată și se disting destul de greu scenele pictate. În anul 1859 biserica a fost reparată, iar în 1911, s-a acoperit turnul cu tablă. În anul 1959 este tencuită pe exterior, tencuială care se repară în 1987. În 1963 se înlocuiește în totalitate șindrila acoperișului, cu tablă zincată.
În jurul anilor 1800, la Berchieșu era protopopiat. Primul protopop (ca de altfel și primul preot cunoscut), pe care-l găsim în documente este popa George, în anul 1733. În anul 1773, găsim al doilea protopop, Mihali, pe care-l regasim și în anul 1785. În anul 1802, biserica era condusă de al treilea protopop, Ioan Saros, căruia îi urmează preotul Macarie Saros, până în 1850. Acesta, în anul 1839, împreuna cu comunitatea, decide reunirea cu Roma și trece la greco-catolici (din 1867 și actele-registrele sunt greco-catolice). Între 1850 – 1864, în evidențe apare preotul Pavel Bucur. Între 3 aug. 1864 – 30 sept. 1887, figurează ca preot Ioan Florean. Îi urmează, din 30 sept. 1887 până în 1906, Alexandru Bichian. Apoi, din 19 nov. 1906 până în 24 ian. 1921, Augustin Laurențiu. Din 2 aug.1921 – 1938, în Berchieșu serviciile religioase sunt asigurate de  preotul Ioan Șuteu. În anul 1922 se construiește casa parohială, care este și astăzi. Din 27 aug.1939 – preot este Iacob Moga, care în octombrie 1948 ,din preot greco - catolic , devine preot ortodox. În perioada acestuia se  introduce gazul în casa parohială, în anul 1957, iar curentul electric în 1970. În anul 1950 se tencuiește biserica pe exterior ,iar in anul 1963 se  acoperă cu tablă zincată. Îi urmează din iunie 1975 – iunie 2005, preotul Constantin Neagu.In anul  1991 se incepe construirea unui nou lăcaș. Tot atunci, membrii comunitatii greco-catolice pun în discuție  retrocedarea lăcașului de cult. Din 1 dec. 2005 până în noiembrie 2012, paroh în Berchieșu a fost preotul Ștefăniță Elefteriu. În prezent din 1 ian. 2013, preot paroh este Vasile-Florin Negru.
Biserica nouă “Sf. Arhangheli Mihail și Gavriil” s-a construit între anii 1991-2008, iar în prezent se lucrează la pictura noului lăcaș de cult.

## Date geografice

Dealul și pășunea care leagă cele doua vechi sate, Berchieșu și Aruncuta, vedere sud-vest

Se învecinează la nord cu satul Crișeni și Vișinelu, satul în care s-a născut actorul Ovidiu Iuliu Moldovan { 1942 - 2008 } , în sud-vest cu satul Aruncuta, în partea de est cu Frata și sud-est cu satul Răzoare, respectiv cu Suatu în partea de vest. În Berchieșu predomină cernoziomurile și solurile brune de pădure, dispuse în general în cele două mari platouri care mărginesc satul în partea de nord și sud, foarte bune pentru activități agricole. Satul se află pe traseul șoselei care leagă Mociu de Câmpia Turzii, prin Frata. Între cele două războaie mondiale și până la apariția colectivizării, satul a fost celebru prin Moara de măcinat grâu, care deservea toate satele din jur și asigura o calitate deosebită a făinii obținute .      
Clima este temperată, cu ierni relativ reci, primăveri și ierni geroase. Vara este călduroasă, temperaturile atingând în lunile iulie și prima jumătate a lunii august circa 28–30 °C. Vânturile, în general, sunt reduse ca intensitate, iar precipitațiile sunt relativ numeroase, satul fiind una din zonele județului cu precipitații abundente și cu mare rezervă de apă potabilă datorită pădurilor care înconjoară satul în partea de est, spre Aruncuta, cât și sud-est, spre Frata și Răzoare. Flora și fauna satului este una specifică zonei de silvostepă, predominând salcâmul, stejarul, gorunul, frasinul, carpenul etc., iar animalele frecvent întâlnite sunt iepurele, căprioara, mistrețul, pisica sălbatică, bursucul, dihorul și lupul. Printre păsările ce trăiesc în zonă se numără graurul, stăncuța, rândunica, barza, codobatura, lăstunul și coțofana. Este o zonă propice pentru cultura pomilor fructiferi și pentru creșterea animalelor, fiind una dintre primele sate colectivizate din județ unde, de altfel, s-a și înființat o ferma de stat în anii "50 și care a avut un rol important în economia satului. După 1989, această fermă a fost lichidată , așa cum de altfel s-a întâmplat și cu celelalte ferme de stat din județ.

## Date economice
Economia este preponderent agrară, însă satul dispune de o oarecare bază materială cuprinzând clădiri ale fostului CAP (Cooperativă Agricolă de Producție) și IAS (Întreprinderea Agricolă de Stat), respectiv SMA (Stațiunea de mașini și tractoare) , la care se adăugă Moara de măcinat grâu, și care sunt pretabile pentru o activitate industrială. Satul este legat de comuna Frata printr-un drum județean și este racordat la rețeaua de apă potabilă și gaz metan. De asemenea există un drum pietruit recent care face legătura cu Suatu printr-o zonă împădurita, deosebit de frumoasă, și care face legătura cu lacul artificial de 70 ha din Suatu,  utilizat și la pescuit sportiv. 
După 1990, sătenii au rămas specializați doar pe creșterea animalelor de lapte și carne, în special bovine și ovine. Sunt cultivate cu prioritate porumbul și grâul, dar și plante de nutreț pentru furajarea animalelor. Plantele tehnice cu mare randament la hectar {sfecla de zahăr, tutun, floarea-soarelui, cartofi etc.} sunt neînsemnate ca suprafață, acestea fiind cultivate doar pe suprafețe mici și utilizate în special pentru consumul propriu. Chiar dacă există condiții bune pentru pomi fructiferi, vechile livezi sunt îmbătrânite, iar populația majoritară, formată din pensionari, nu are motivație să facă investiții pe termen lung. Deocamdată nu se cunoaște și nu se observă existenta în zonă a vreunei strategii pe termen scurt, mediu și lung care să conducă la revigorarea economiei locale, a tradițiilor satului, respectiv să oprească tendința depopulării satului ca urmare a îmbătrânirii populației și a unei natalități nesemnificative după 1990. Concentrarea proprietarilor este dificilă în lipsa unui pachet legislativ care să stimuleze producția agricolă și să asigure subvenții comparabile cu celelalte țări din Uniunea Europeana, respectiv să asigure condiții competitive prin care să fie atrași investitorii și la sate, inclusiv în domeniul activităților agricole și turism rural.

## Date demografice
De-a lungul timpului populația satului Berchiesu a evoluat astfel:
Analiza tabelului scoate în evidență, pe întreaga perioadă analizată, o pondere majoritară a românilor, reprezentând peste 70% din totalul populației, în 2002 reprezentând chiar 85% din populația satului. Se observă că alături de românii și maghiarii din sat, au existat familii germane, evreiești și chiar o familie de slovaci în perioada 1850-1910. Familiile de rromi prezente și acestea, la recensămintele efectuate, sunt incluse fie la alte naționalități în perioada 1850 -1920, respectiv aceștia s-au declarat români sau maghiari în funcție de conjunctura istorică. 
De asemenea se observă o creștere continuă a populației până în anul 1956, urmată de o scădere treptată până în 1977, după care scăderea se accelerează, populația migrând la școlile și făbricile din Cluj-Napoca, Turda și Câmpia Turzii, odată cu dezvoltarea industrială. Chiar dacă gazul metan a fost introdus în sat în anii "50, iar apa potabilă {din izvoare locale } a fost introdusă în gospodăriile sătești încă din 1972, depopularea satului nu a putut fi oprită datorită măsurilor discriminatorii cu care au fost tratați țăranii de fostul regim comunist {alocații pentru copii de țărani inexistente și plata de batjocura pentru munca prestata, etc } comparativ cu salariații încadrați la unitățile economice de stat.

### Structura populației după apartenența religioasă
De-a lungul timpului întâlnim următoarea structură confesională:

## Viața culturală - Târgul tradițional de la Berchieșu
În ziua de 29 iunie a fiecărui an, dată la care se termina cu prașila culturilor agricole, în special a porumbului și înainte de a incepe  secerișul grâului, se organiza la Berchieș o mare serbare câmpenească numită "Târgul de la Berchieș". Era în fond o manifestare folclorică în care toate satele din împrejurimi se deplasau cu formațiile de muzică populară și cu formațiile de dansuri și jocuri populare, obiectivul fiind relaxarea și cunoașterea reciprocă. Era prilej pentru distracție și pentru căsătorii între tinerii din satele prezente, ceva asemănător cu Târgul de la Găina din Munții Apuseni.
La început fiecare sat stătea cuminte în spațiul destinat, însă după circa 2-3 ore de așteptare, băieții și fetele se adunau la unul din "jocuri", în special acolo unde muzicanții erau mai buni, și formau o singură horă. Cum era și firesc, strigătele și chiotele tinerilor, tendința de a juca cât mai aproape de muzicanți și nelipsita gelozie a celor de pe margine, se manifesta prin răfuieli între cetele de băieți, spre deliciul fetelor. În general grupurile erau despărțite chiar de rudele comune existente în acele sate, urmare a căsătoriilor deja încheiate. Despre plângeri la miliție nici nu putea fi vorba, împăcarea făcându-se pe loc printr-o strângere de mână și un pahar de rachiu. Aceste jocuri anuale au asigurat numeroase căsătorii între tinerii din sate diferite, contribuind la îmbunatățirea genetică a populației din zonă, respectiv la relații de respect, bună vecinătate și întrajutorare reciprocă.
Desigur că de la acest târg nu lipseau comercianții și nici cetele de copii, astfel că, la întoarcerea în sat, fiecare aducea celor dragi diverse lucruri mărunte printre care nelipsita "turtă {cu o mica oglinda } de la Berchieș " mult apreciată de copii întrucât era dulce și avea diverse forme și culori. Oricum acea zi era atât de frumoasă întrucât toate văile și dealurile din satele învecinate erau împânzite de formațiile de muzicanți, care se deplasau în căruțe și pe jos spre Berchieș, însoțite de un mare alai de tineri și copii, toți îmbrăcați în haine românești de sărbătoare, în culori și modele specifice fiecărui sat. Această traditie s-a păstrat încă  mulți ani , chiar și după colectivizarea satelor , însa plecarea la orașe a tinerilor a restrâns această întilnire tradițională ,în prezent aceasta fiind mai degrabă o sărbatoare comercială , sensul pentru care a fost creată initial pierzîndu-se ,probabil , pentru totdeauna... În fond, Târgul Berchieșului a fost și ramane , din punct de vedere istoric, un Târg al îndrăgostiților { și nu un "Târg al cireșelor", cum apare uneori în mass-media} din zona de câmpie a Transilvaniei , mesajul reciproc de dragoste al tinerilor  fiind transmis, în timpul jocului, printr-o ușoară strangere de mană din partea fetei și o scurtă îmbrățișare ,la finalul jocului , din partea baiatului. Mesajele de fericire ale tinerilor îndrăgostiți erau mai vizibile la  Hinta târgului {Caruselul}, montată în apropierea jocului,unde perechile erau legate cu lanțuri de scaune și "zburau" într-un cerc, al carei rază de acțiune și-o modelau  împreună ! În funcție de temperament , unele perechi făceau adevarate acrobații în aer, în timp ce altele  zburau mai liniștit și admirau,de sus, forfota targului ...   În prezent se încearcă o revigorare a acestei străvechi sărbători, printr-un  marketing politic și religios , cu trimitere la  presupuse evenimente sângeroase din trecut {discutabile din punct de vedere istoric}, petrecute în perioada Revoluției de la 1848 .  Alaturi de factorul religios, puterea  locală si județeană se implică prin aducerea, la Târgul Berchieșului , a unor "jucăuși și ceterași ", care încearcă să mai suplinească lipsa tineretului și profunda imbătrânire a populației din zonă .

## Galerie de imagini

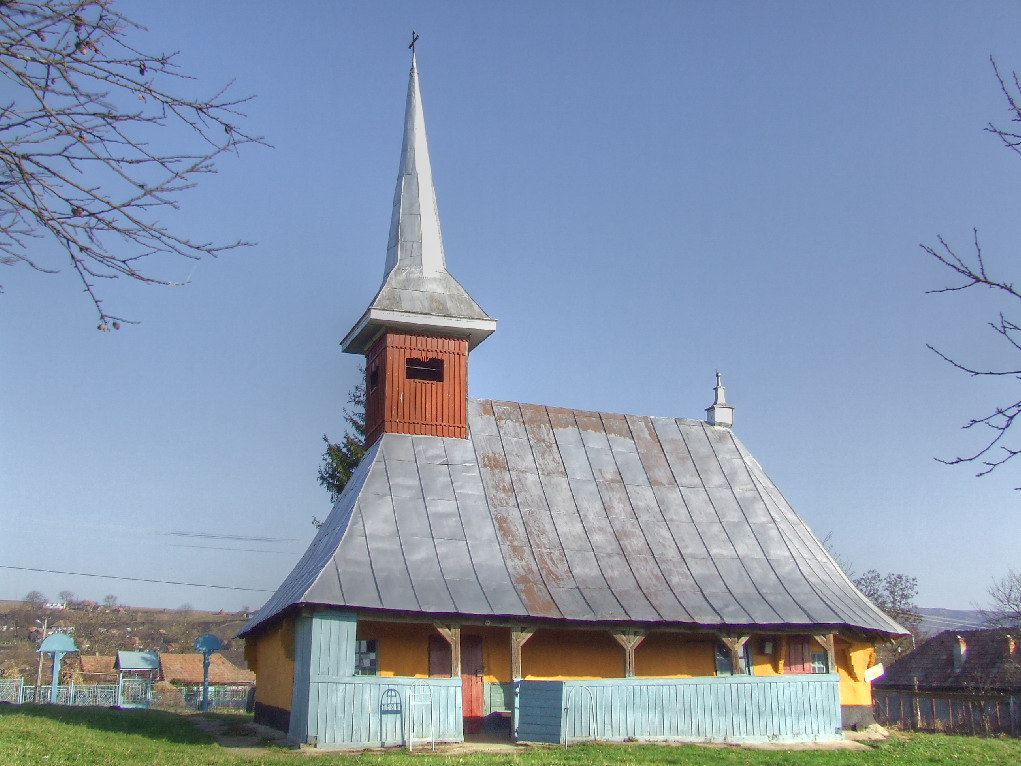
Biserica de lemn din Berchieșu - sec. XVIII
Zona de granițǎ cu Aruncuta, cu nelipsita pășune și pădure
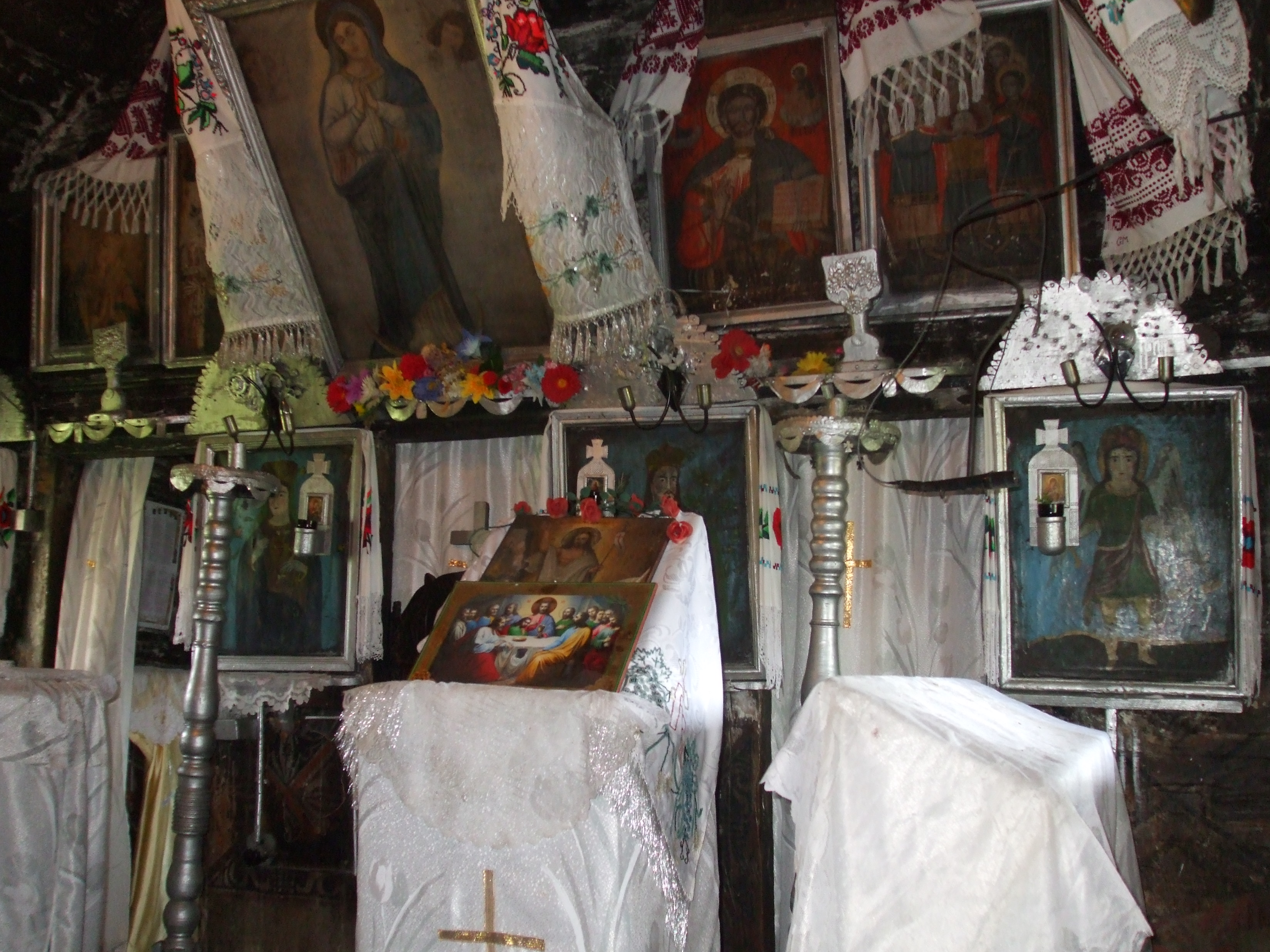
Biserica de lemn, interior - monument istoric
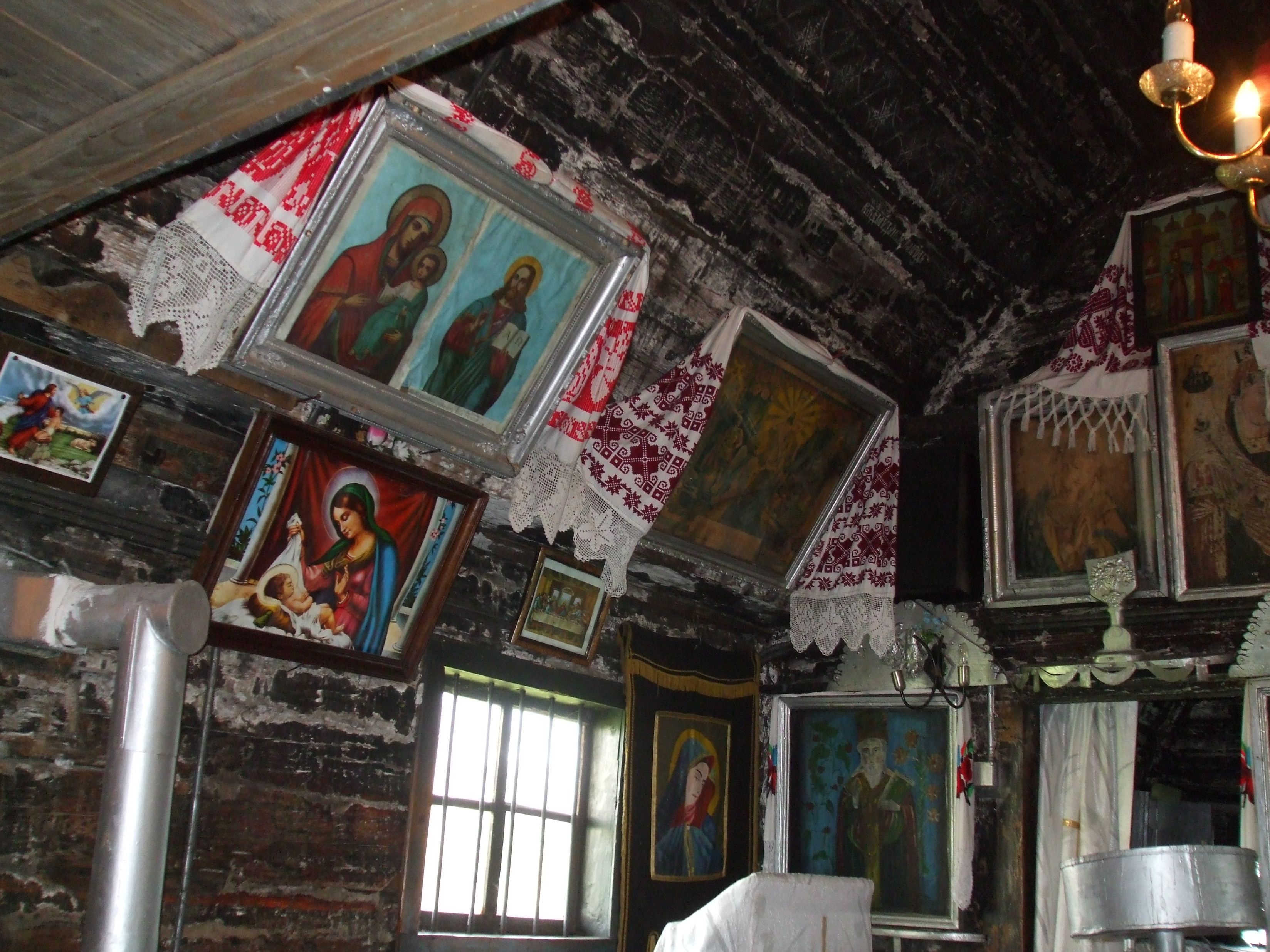
Biserica de lemn din Berchieș, interior
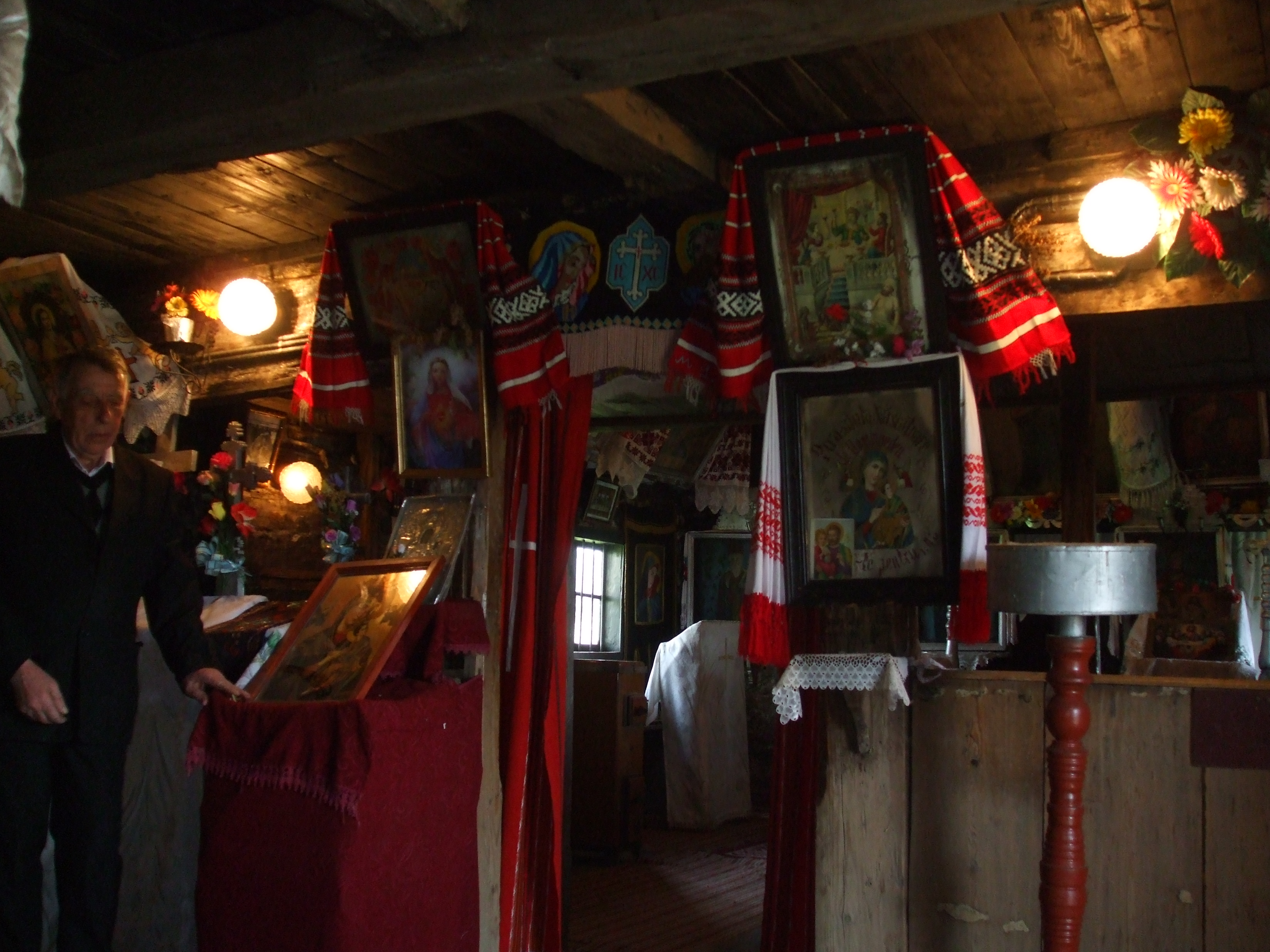
Biserica de lemn, interior - monument istoric
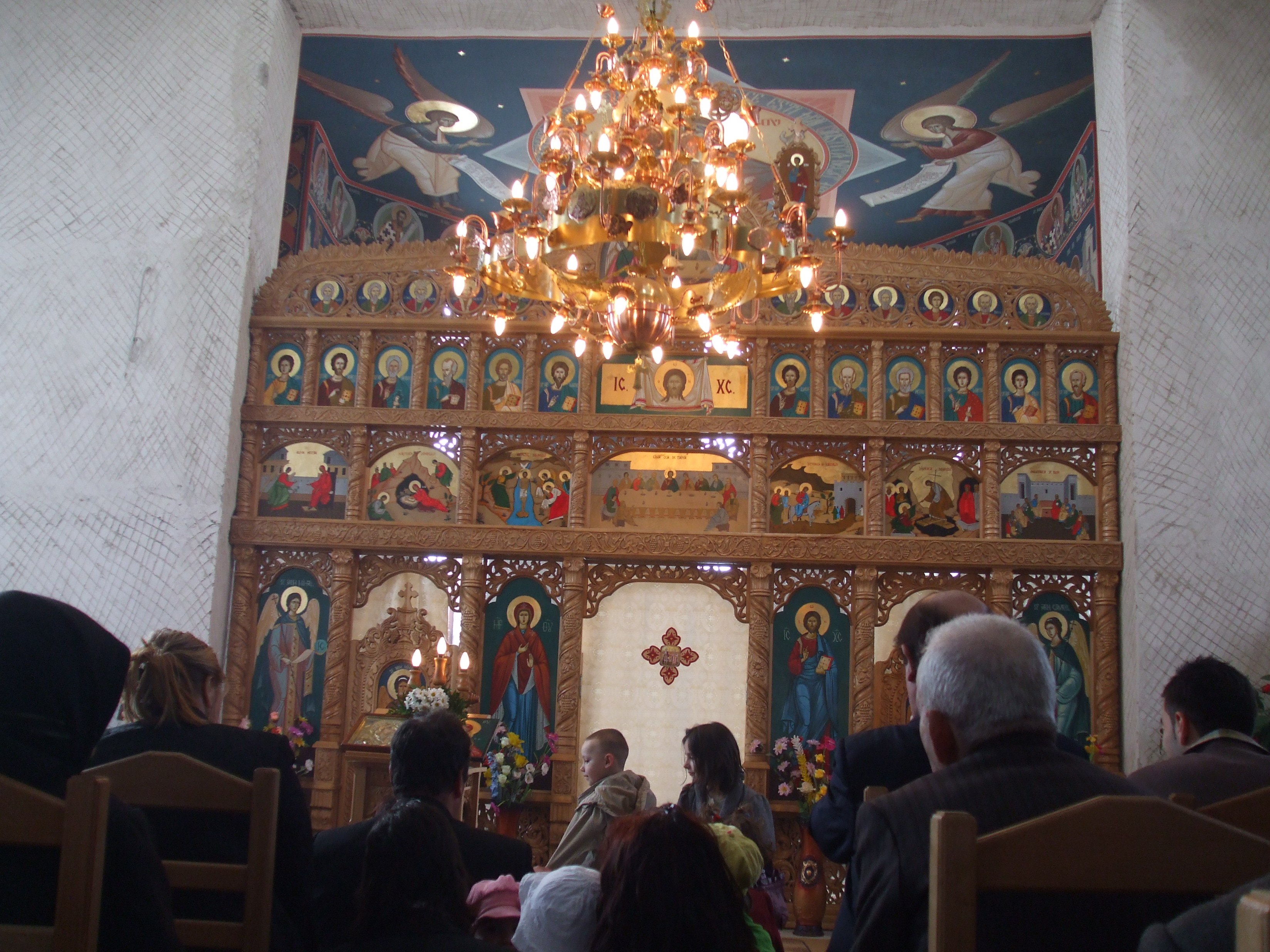
Iconostasul bisericii ortodoxe
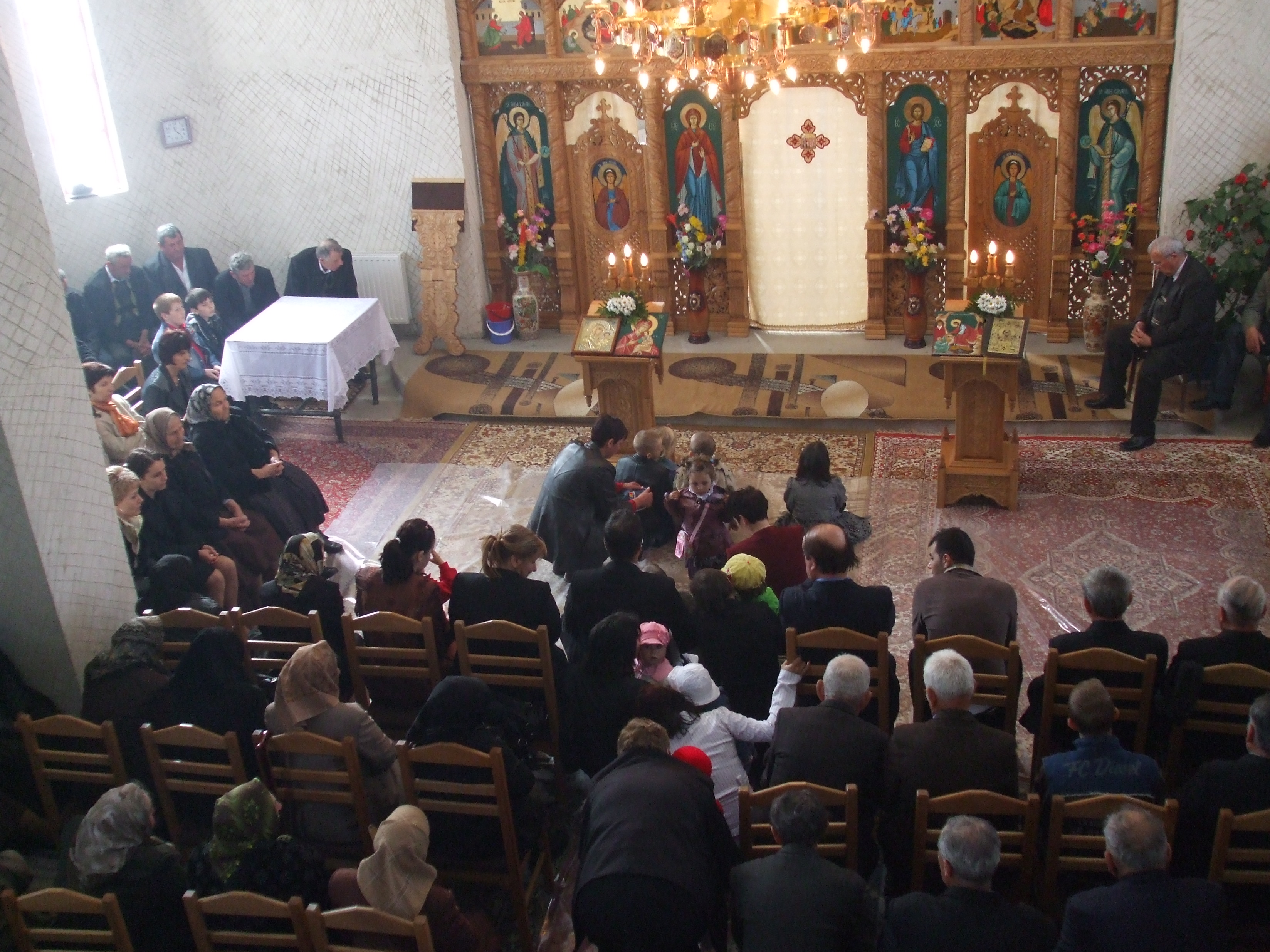
Imagini din Berchieș - slujbă religioasă
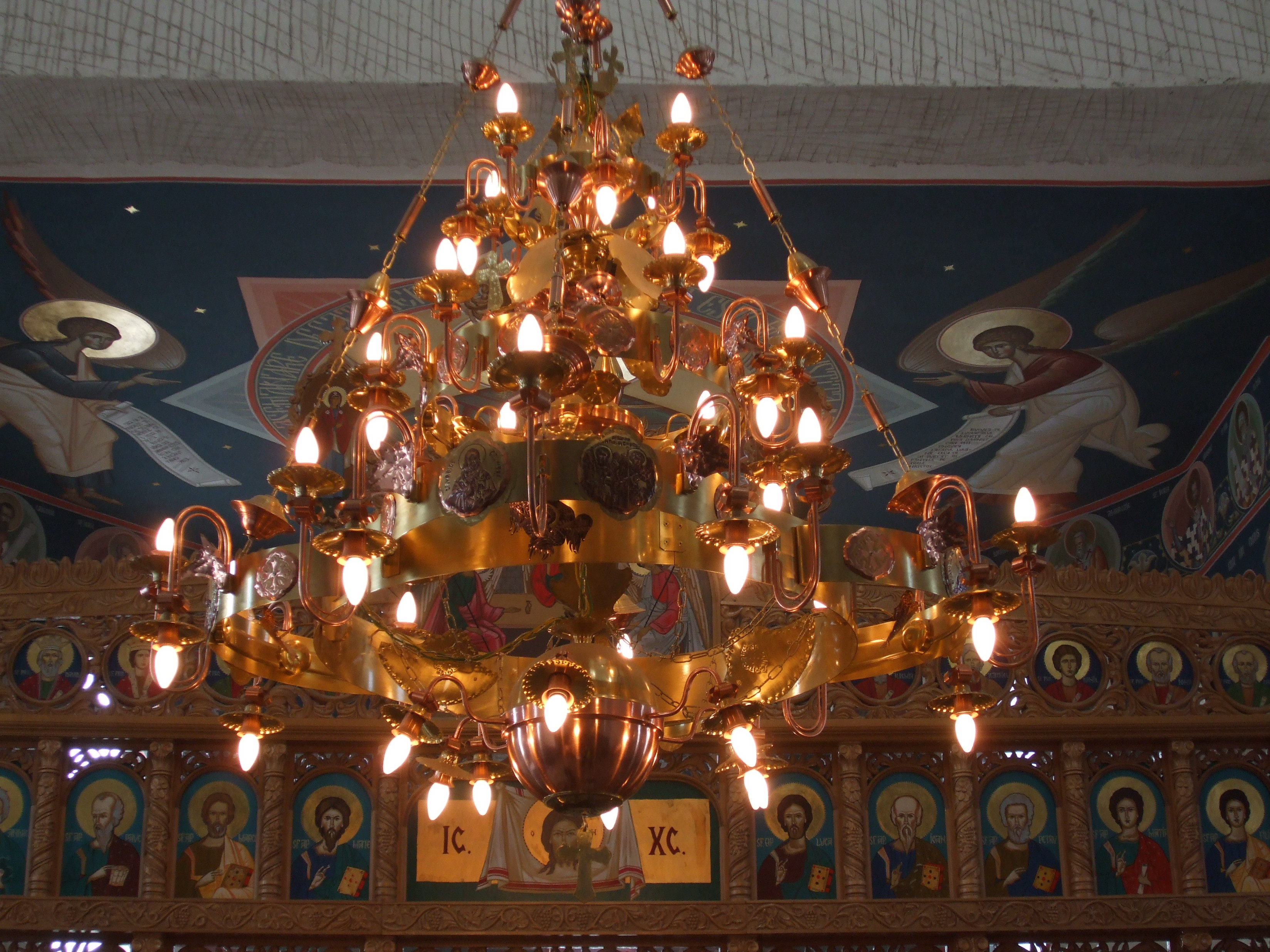
Berchieș - Candelabrul din cupru, gravat cu personaje biblice